# Atlantfetärna
Fetärna (Gygis alba) är en tropiskt levande fågel i familjen måsfåglar inom ordningen vadarfåglar.

## Kännetecken

### Utseende
Atlantfetärna är en liten (28-33 cm), helvit tärna med vanligen mörkare handpennespolar, svartaktig näbb, svarta ben och en diagnostisk svart fläck kring ögat. Ungfågeln liknar den adulta men har mörka fläckar på hjässa och nacke, bruna och beige band eller fjäll på ovansidan och vingtäckarna samt brunspetsade stjärtfjädrar.

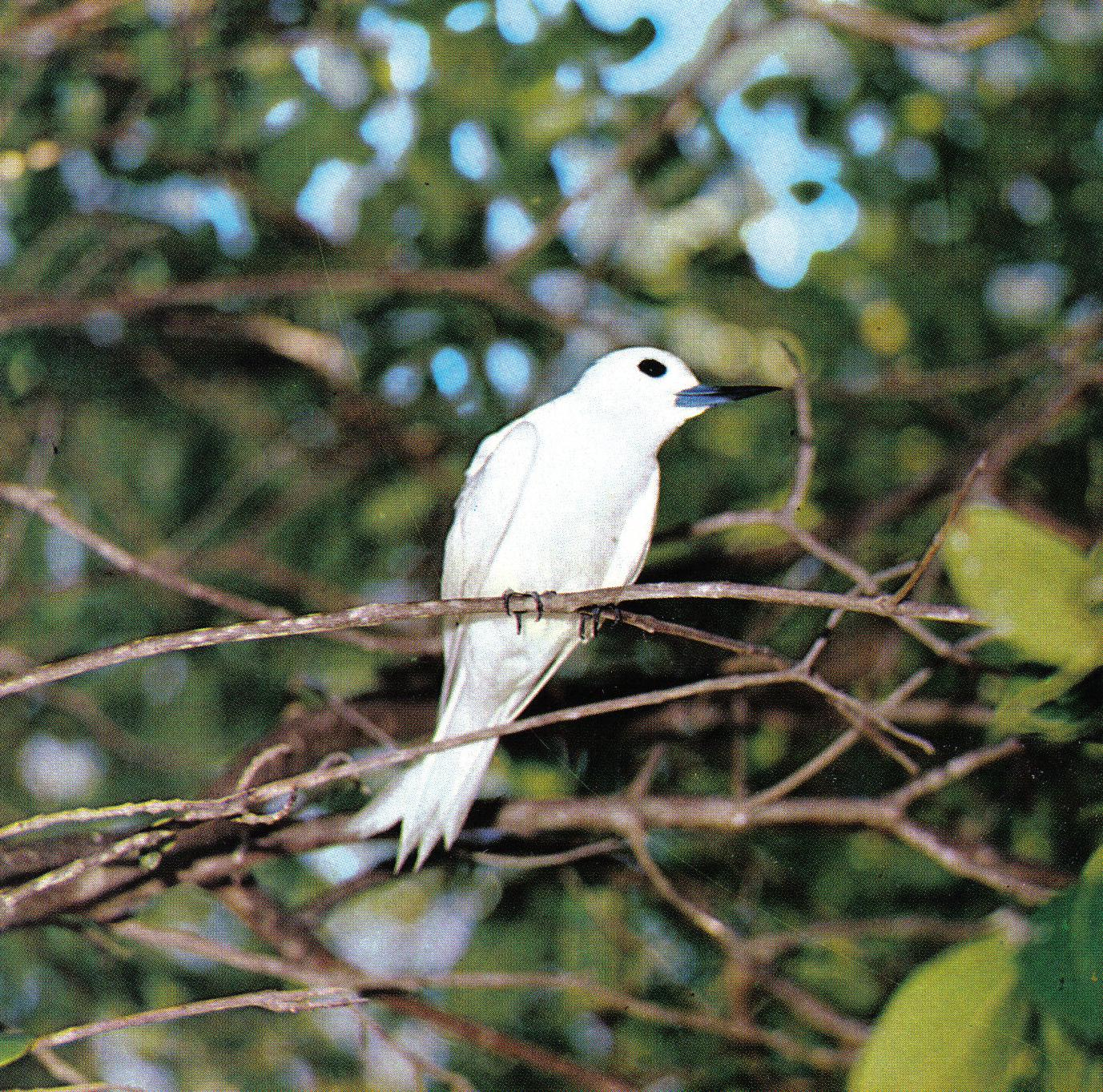
Fetärna i Seychellerna.

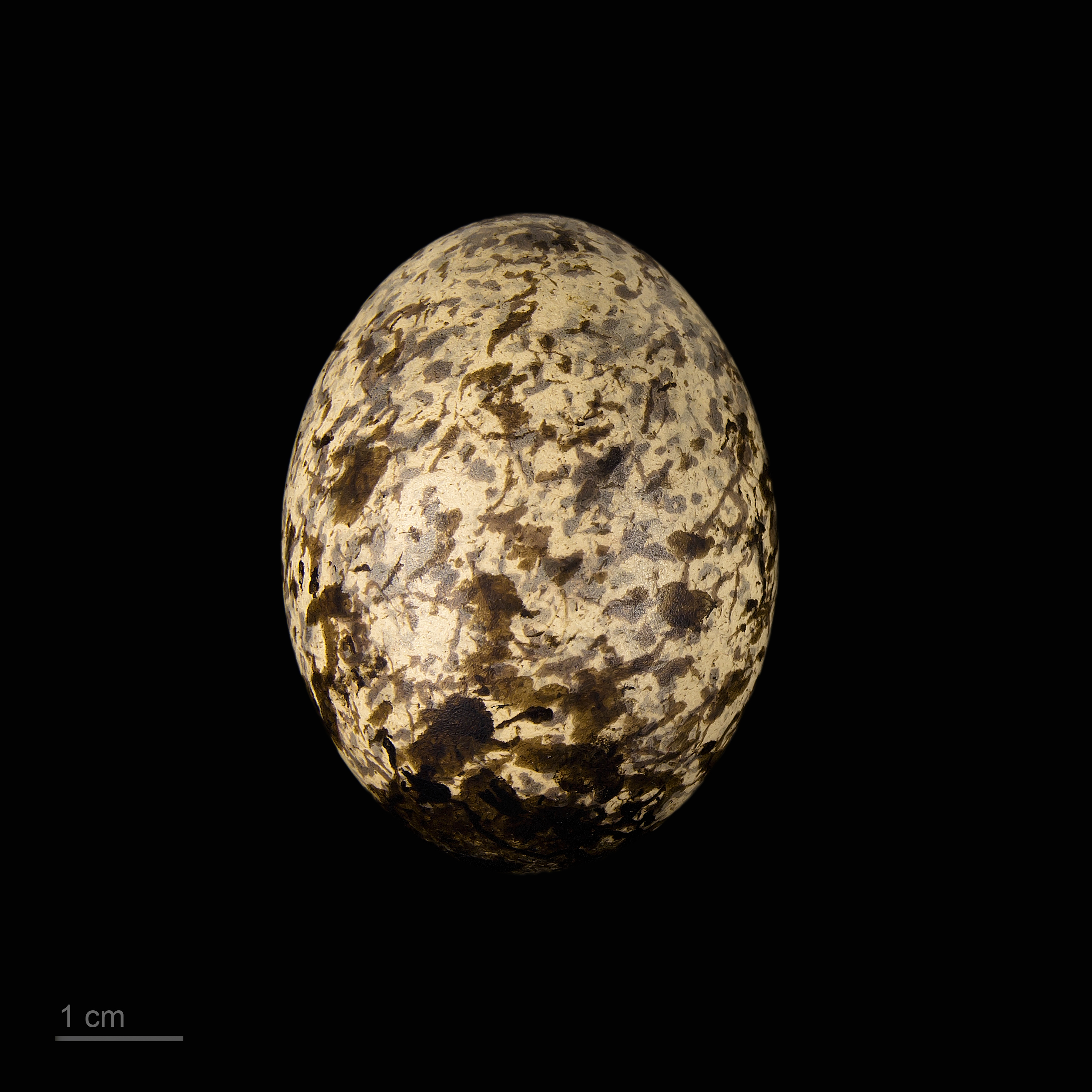
Ägg från fetärna

Dvärgfetärnan är något mindre, har grundare kluven stjärt, större svart ögonfläck, vitaktiga handpennespolaroch tydligt smalare, helsvart näbb.

### Läten
Atlantfetärnan yttrar gutturala och tjattrande "heech heech" eller "griich griich".

## Utbredning och systematik
Atlantfetärna häckar på öarna Fernando de Noronha, Trinidade, Ascension och Sankta Helena i Atlanten. Den inkluderade tidigare blånäbbad fetärna och dvärgfetärna, då med svenska namnet fetärna.

## Levnadssätt
Fetärnor dyker efter sin föda, mestadels av småfisk, men också bläckfisk och kräftdjur. De häckar på vanligtvis vegetationstäckta korallöar, i träd och buskar eller i steniga sluttningar och klippbranter. Unikt för måsfåglarna bygger fétärnan inget bo utan lägger sitt enda ägg direkt i en trädklyka eller på ett palmblad. Orsaken tros vara att det minskar risken för parasiter, något som kan få andra sjöfåglar att överge en hel koloni.

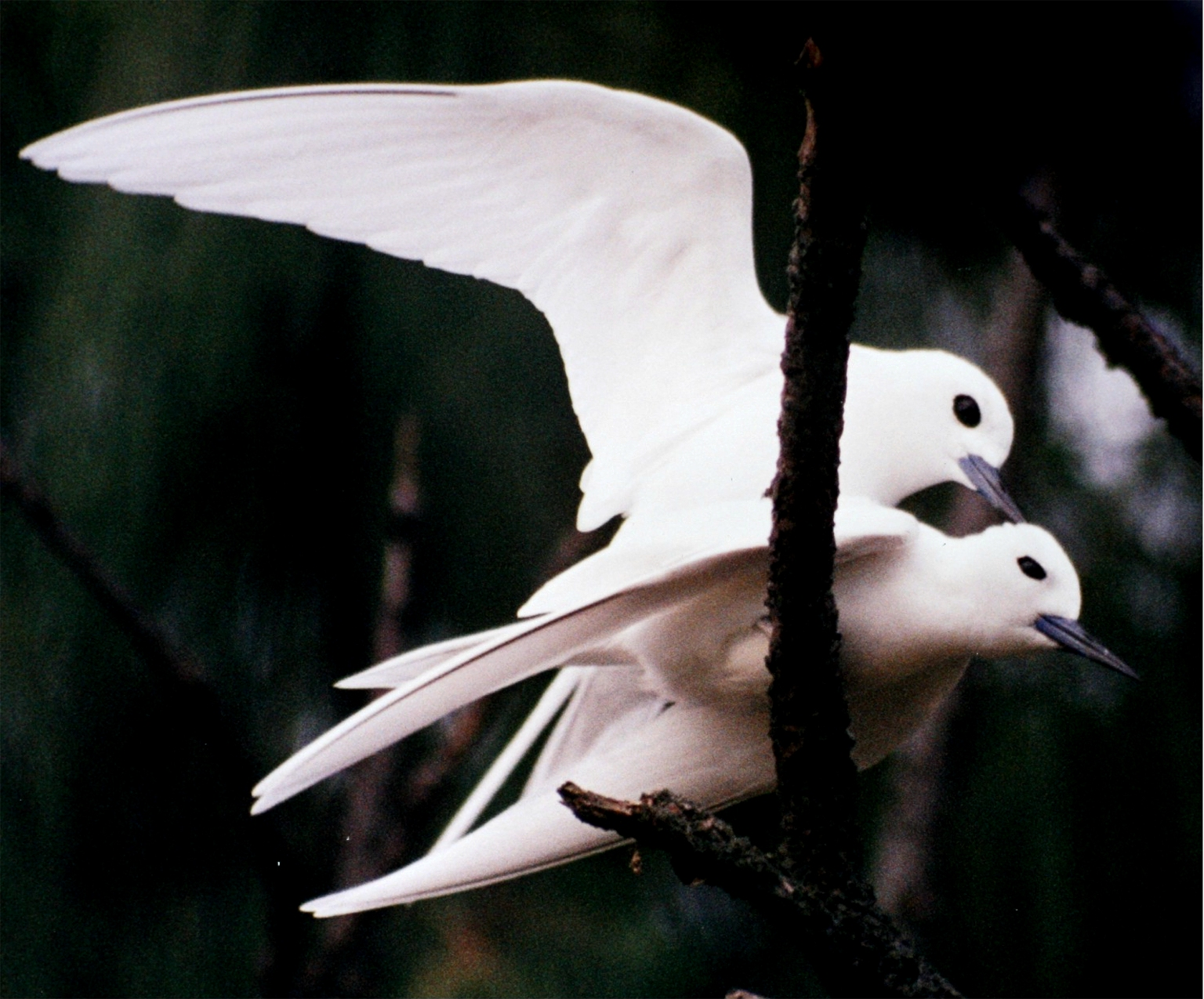
Parande fetärnor.

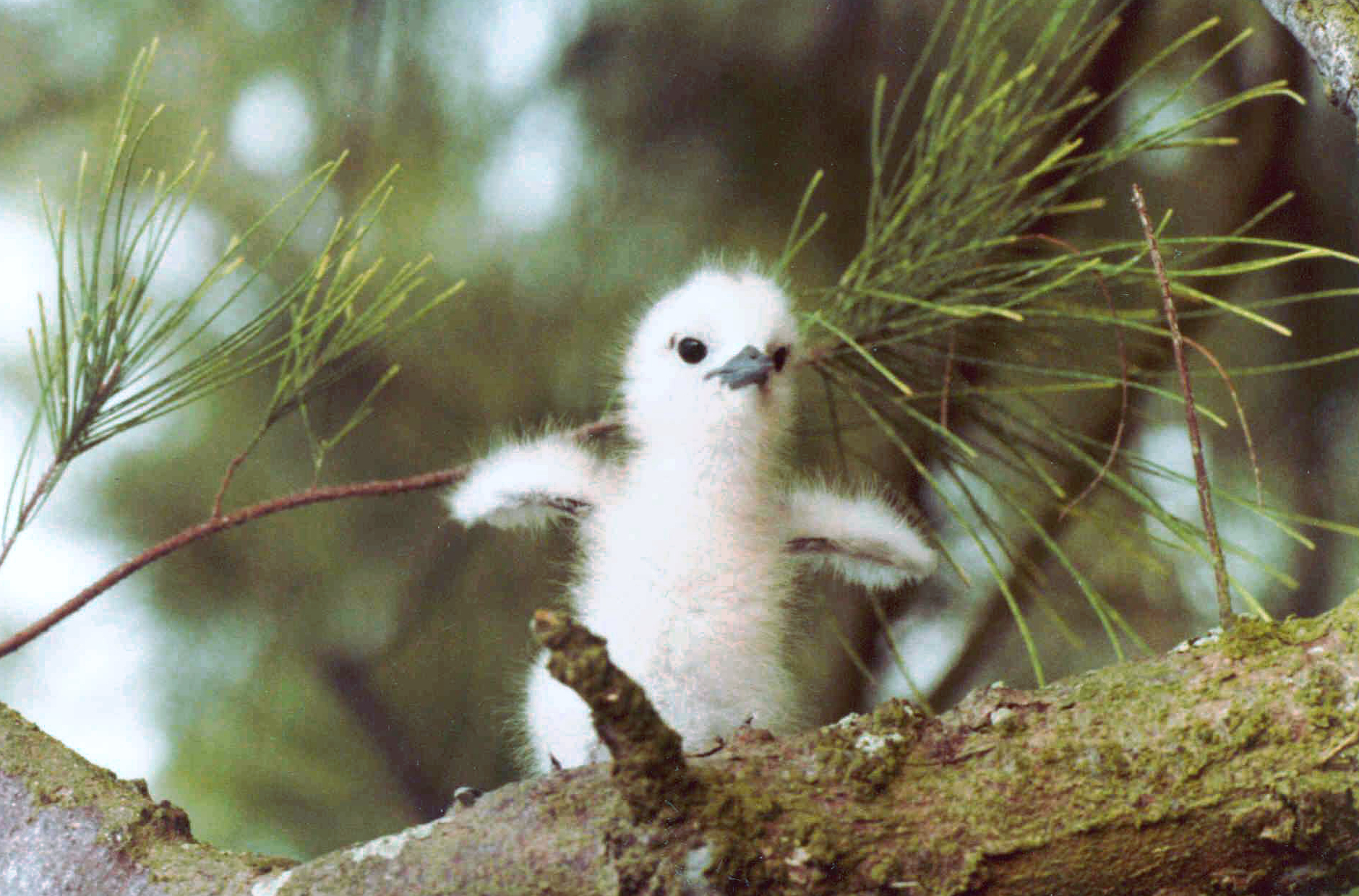
Fetärneunge.

## Status
IUCN katgoriserar arten som livskraftig.